# Belchin Rock
Belchin Rock är en kulle i Antarktis. Den ligger i Sydshetlandsöarna. Argentina, Chile och Storbritannien gör anspråk på området.
Terrängen runt Belchin Rock är lite kuperad. Havet är nära Belchin Rock åt nordväst. Trakten är glest befolkad. Närmaste befolkade plats är St. Kliment Ohridski Base, 12,2 kilometer söder om Belchin Rock. 